# Теламон (архитектура)
Теламон је назив и за стубове великих димензија који су обликовани као фигуре мушкарца, пандам женским каријатидама. Теламони су откривени у археолошком венцу прастарих грчких храмова у Акраганту - данашњем Агригенту на Сицилији.
Колоси потичу отприлике око 480. године пре нове ере до 470. године пре нове ере. Један од колоса, 7,5 метара висок, налази се у музеју у Агригенту, а преостала четири су крај храма посвећена Зевсу, на „Заравни храмова“.